# Stade Pierre-Mauroy
Stade Pierre-Mauroy, dříve známý jako Grand Stade Lille Métropole, je víceúčelový stadion sloužící zejména pro fotbal ve Villeneuve-d'Ascq, součásti města Lille. Pojme 50 186 diváků. Domácí zápasy zde hraje fotbalový klub Lille OSC. Slavnostně otevřen byl 17. září 2012, kdy Lille hostilo tým AS Nancy. V blízkosti se nachází stanice metra a parkoviště, které pojme 7 000 parkovacích míst. Také se zde hrály některé zápasy Mistrovství Evropy 2016.
Mezi 21.–23. listopadem 2014 se pod zataženou střechou odehrálo finále Davisova poháru 2014. Francouzský tým v něm na antuce přivítal Švýcarsko. Hosté si odvezli vítězství 3:1 na zápasy a poprvé v historii tak dosáhli na salátovou mísu. Po dvou letech se reprezentanti „země galského kohouta“ opět probojovali do světového finále Davis Cupu a v hale během listopadu 2017 porazili Belgii 3:2 na zápasy. Třetí finálový duel Francouzi v aréně odehráli v Davis Cupu 2018. Podlehli v něm Chorvatsku 1:3 na zápasy.